# أنيتا بليز
أنيتا بليز (بالفرنسية: Anita Blaze) هي مبارزة بالسيف فرنسية، ولدت في 29 أكتوبر 1991 في لزابيم في فرنسا.

## وصلات خارجية
- أنيتا بليز على موقع الاتحاد الدولي للمبارزة (الإنجليزية)
- أنيتا بليز على موقع الاتحاد الأوروبي للمبارزة (الإنجليزية)
- أنيتا بليز على موقع اللجنة الأولمبية الدولية (الإنجليزية)
- أنيتا بليز على موقع أوليمبيديا (الإنجليزية)
- أنيتا بليز على موقع اللجنة الأولمبية الفرنسية (مؤرشف) (الفرنسية)